# Montcornet (Ardeny)
Montcornet – miejscowość i gmina we Francji, w regionie Grand Est, w departamencie Ardeny.
Według danych na rok 1990 gminę zamieszkiwały 214 osoby, a gęstość zaludnienia wynosiła 19 osób/km².

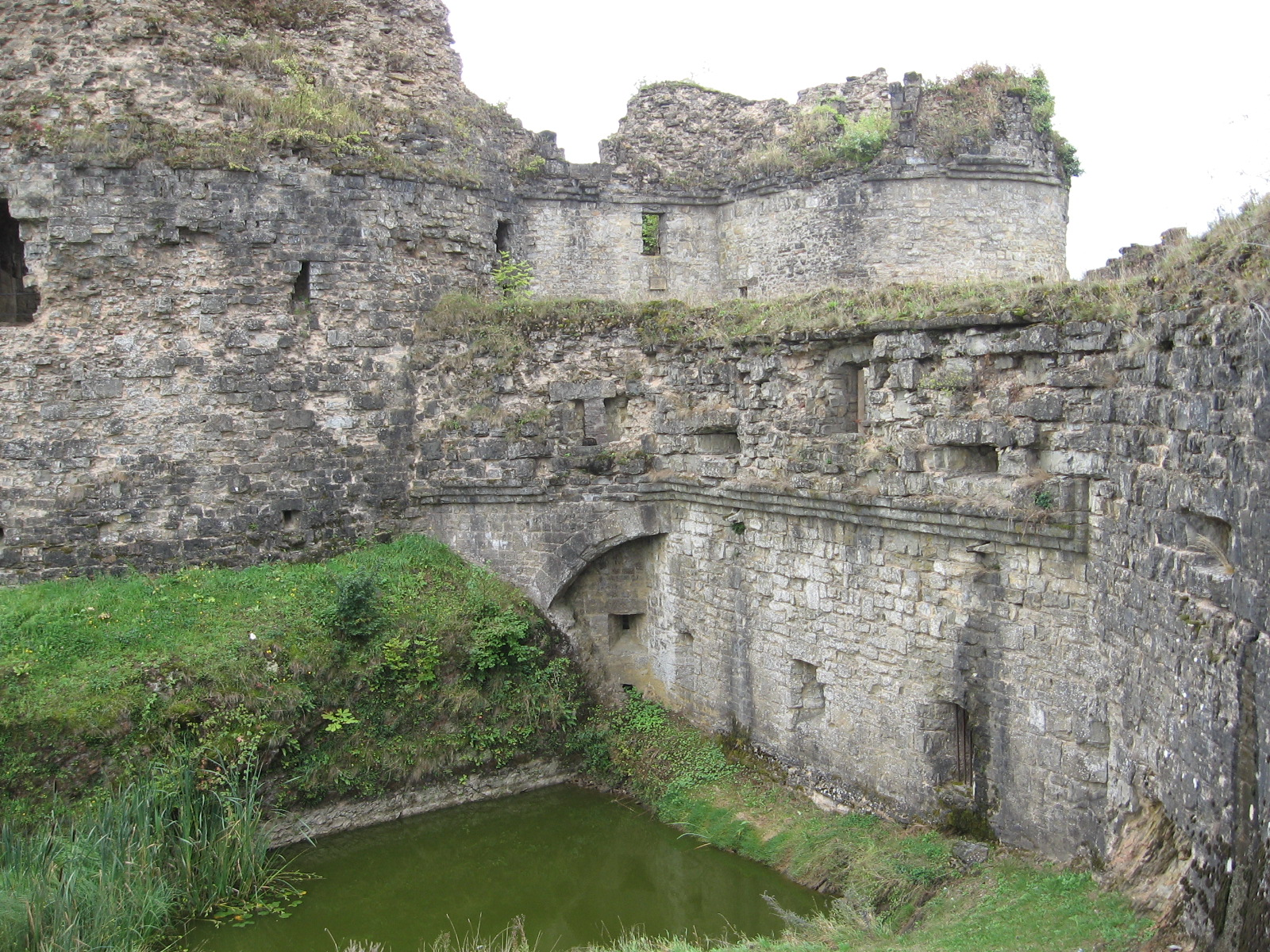
Ruiny zamku w Montcornet, 2008